# PZL SM-2

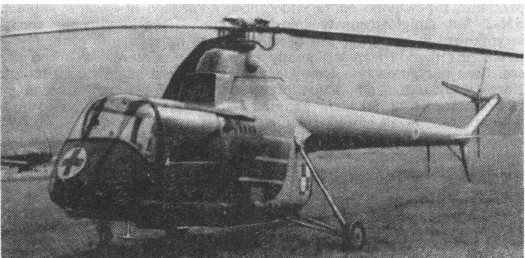
PZL SM-2 w wersji sanitarnej

PZL SM-2 – polski lekki śmigłowiec wielozadaniowy, będący rozwinięciem radzieckiego śmigłowca Mi-1 produkowanego na licencji w WSK PZL-Świdnik.
PZL SM-2 powstał w zakładach WSK PZL-Świdnik pod koniec lat 50. XX wieku, jako rozwinięcie śmigłowca Mi-1 (polskie oznaczenie SM-1). Chcąc wykorzystać nadmiar mocy silnika Lit-3 stosowanego w Mi-1, przekonstruowano kadłub, zwiększając jego pojemność. Głównym użytkownikiem śmigłowców SM-2 było Wojsko Polskie, a także polskie cywilne lotnictwo sanitarne. Ponadto pięć sztuk wyeksportowano do Czechosłowacji oraz do Rumunii. PZL SM-2 nie jest uznawany za maszynę szczególnie udaną. W stosunku do Mi-1 miał gorsze osiągi, co było spowodowane większą masą oraz źle zaprojektowanym wlotem powietrza do gaźnika.

## Historia
Na początku lat 50. XX wieku podjęto decyzję o uruchomieniu licencyjnej produkcji radzieckiego śmigłowca Mi-1T w zakładach WSK Świdnik. Produkcję rozpoczęto w roku 1956 nadając mu oznaczenie SM-1. Do niedostatków Mi-1 jednak należały: możliwość transportu rannych lub chorych tylko w bocznych zewnętrznych gondolach, z utrudnionym dostępem od wewnątrz przez rękaw; drzwi otwierane na sposób samochodowy, co powodowało niemożność ich otwarcia w locie i konieczność demontowania drzwi do niektórych zadań; słaba widoczność dla instruktora, który musiał siedzieć za pilotem w toku szkolenia; silne nagrzewanie ściany oddzielającej kabinę od silnika, a także stały reflektor do lądowania. 
Chcąc wykorzystać nadwyżkę mocy silnika Lit-3 oraz poprawić własności eksploatacyjne śmigłowca, polscy inżynierowie z WSK Świdnik pod kierownictwem inżyniera Jerzego Tyrchy w latach 1957–1958 opracowali ulepszoną wersję rozwojową SM-1. W 1957 roku Jerzy Tyrcha opracował założenia konstrukcji, po czym zyskał akceptację kontynuowania prac ze strony władz wojskowych. Prowadzono je w nowo utworzonym Biurze Konstrukcyjno-Prototypowym zakładów. Nowy śmigłowiec otrzymał oznaczenie SM-2  (początkowo S-2). Generalnie wykorzystywał on układ konstrukcyjny SM-1, natomiast główną zmianą w stosunku do poprzednika był nowy, przekonstruowany w przedniej części kadłub z większą kabiną. Podobną drogą podążyli nieco wcześniej brytyjscy konstruktorzy, tworząc śmigłowiec Westland Widgeon na bazie licencyjnego Dragonfly. Kabina została opracowana w taki sposób, żeby mogła być wykorzystywana do przewozu rannych i ładunków o większych gabarytach. W tym celu należało opracować nową kratownicę kadłuba. Kabina śmigłowca SM-2 w wariancie pasażersko-łącznikowym mieściła 5 osób (natomiast kabina SM-1 tylko 3 lub 4): pilot i jeden pasażer siedzieli na fotelach z przodu, a trzy osoby na fotelach z tyłu. Zaprojektowano także całkiem nowe oszklenie oraz drzwi odsuwane do tyłu. Z przodu kadłuba po prawej stronie umieszczono dodatkowe drzwiczki służące do wsuwania noszy. Silnik, przekładnia, wirnik, belka ogonowa oraz podwozie główne w stosunku do SM-1 pozostały bez zmian. W stosunku do SM-1 wprowadzono też chłodzenie powietrzem podwójnej ścianki oddzielającej kabinę od silnika oraz zainstalowano ruchomy reflektor.
Prototyp SM-2 został oblatany 18 listopada 1959 roku (pilot kpt. Stanisław Wiącek), a następnie poddano go kolejnym próbom zakładowym. Zbudowano dwa prototypy latające (nry S201001 i S201002) i jeden do prób statycznych. Od 9 czerwca do 3 sierpnia 1960 roku prowadzono próby w Instytucie Lotnictwa, w tym próby skoków spadochronowych. Próby fabryczno-kwalifikacyjne zakończyły się w styczniu 1961 roku. Pierwsza oficjalna prezentacja SM-2 miała miejsce we wrześniu 1960 roku, podczas tzw. Łódzkiego Salonu Lotniczego, który był częścią ogólnopolskich obchodów Święta Lotnictwa. 20 lipca 1964 roku śmigłowiec został dopuszczony do użytkowania także w lotnictwie cywilnym.
Produkcja SM-2 trwała w latach 1960–1963. Ogółem wyprodukowano 86 śmigłowców seryjnych, w czterech seriach: I – 7 sztuk (S20104 do S201010), II – 19 sztuk (numery S202xxx), III – 30 sztuk (numery S203xxx), IV – 30 sztuk (numery S204xxx) (niektóre publikacje podawały 91 lub 85 sztuk). Wprowadzano w nich drobne ulepszenia, w tym w trzeciej serii przednie koło wahaczowe zamieniono na zgodne ze śmigłowcem SM-1W (zamieniane następnie też na wyprodukowanych maszynach), a w IV serii wprowadzono eżektorowe kolektory spalin. W większości trafiły one do LWP.
Śmigłowiec ten nie był tak udany jak jego protoplasta – SM-1. Miał gorsze właściwości podczas startu i gorsze osiągi w zawisie. Przyczyną była nie tylko większa masa startowa, ale też nieprawidłowa konstrukcja wlotu powietrza do gaźnika, co obniżało moc silnika maszyny (wadę tę usunięto w kilku egzemplarzach). Jednakże doświadczenie zdobyte przez inżynierów z WSK Świdnik pozwoliło później na samodzielne opracowanie takich konstrukcji jak PZL W-3 Sokół i PZL SW-4.

## Opis konstrukcji
Śmigłowiec SM-2 jest jednosilnikową maszyną wielozadaniową o konstrukcji całkowicie metalowej. W przedniej części kadłub ma konstrukcję półskorupową, natomiast część środkowa wykonana jest w postaci kratownicy spawanej z rur stalowych. Belka ogonowa również ma konstrukcję półskorupową. Śmigłowiec posiada podwozie stałe, trójpodporowe, kołowe. Początkowo przednie koło było samonastawne i wyposażone w wahacz, ale stwarzało problemy z samonastawnością i od 1962 roku zamieniono je na koło zgodne ze śmigłowcem SM-1W (w toku produkcji III serii i na starszych maszynach).
Kabina jest bogato oszklona i posiada duże drzwi odsuwane do tyłu. Pasażerowie mają do dyspozycji regulowane fotele z miskami na spadochrony. Z przodu kabiny, po prawej stronie umiejscowiono małe drzwi odchylane na zewnątrz, które umożliwiają wsunięcie do kabiny noszy z chorym. Tylna ściana kabiny, oddzielająca ją od przedziału silnika, wykonana była z dwóch blach aluminiowych, pomiędzy którymi była szczelina, w którą wsysane było powietrze spod kadłuba i wyrzucane u góry w celu chłodzenia.
Napęd maszyny stanowi jeden siedmiocylindrowy silnik gwiazdowy Lit-3 o mocy startowej 575 KM, mocy trwałej 420 KM i mocy przelotowej 325 KM (licencyjna wersja silnika AI-26W). Zbiornik paliwa ma pojemność 240 l, ponadto istnieje możliwość montażu dodatkowego zbiornika o pojemności 135 l. Pojemność zbiornika oleju wynosi 28 l. W przedziale napędowym zainstalowano instalację przeciwpożarową. Jako czynnika gaszącego użyto dwutlenku węgla oraz bromku etylu.
Wirnik nośny składa się z trzech łopat. Dźwigary wykonano z rury stalowej o zmiennym przekroju. Zastosowano żebra drewniane, a pokrycie wykonano ze sklejki oraz płótna. Łopaty wyposażono w cieczową instalację przeciwoblodzeniową. Czynnikiem aktywnym był 96% spirytus rektyfikowany, który wypływał na krawędzie natarcia przez małe otworki w stalowych okuciach. Instalacja przeciwoblodzeniowa przystosowane była także do usuwania lodu z przedniego oszklenia kabiny pilota (za pomocą spirytusu płynącego opadowo na szyby od zewnątrz oraz ciepłego powietrza pochodzącego z silnika nadmuchiwanego na szybę od wewnątrz). Śmigłowiec nie ma sygnalizatora oblodzenia – pilot włączał instalację, gdy zobaczył lód na przedniej szybie.
Układ sterowania śmigłowca oparto na cięgłach sztywnych oraz linkach – nie zastosowano wzmacniaczy hydraulicznych.
Maszyna została wyposażona w radiostację UKF R-800, radiowysokościomierz, automatyczny radiokompas ARK-5, elektrorakietnicę sygnalizacyjną i szperacz. Wyposażenie radiowo-nawigacyjne umieszczono w belce ogonowej.
Gwarantowany okres pracy śmigłowca (resurs) wynosił 600 godzin.

## Warianty
Śmigłowiec SM-2 był produkowany w czterech podstawowych wersjach:
- pasażersko-łącznikowej – wariant posiadał kabinę dostosowaną do przewozu 5 osób. Tę wersję stosowano także do zadań patrolowych oraz obserwacji i koordynowania ognia artylerii.
- szkolnej – wariant dostosowany był do szkolenia pilotów. W przedniej części kabiny obok siebie znajdowały się dwa miejsca: dla pilota szkolonego i pilota instruktora. Kabina wyposażona była w podwójny układ sterowania.
- sanitarnej – wariant dostosowany do transportu rannych oraz chorych. Poszkodowany przewożony był w kabinie po prawej stronie, gdzie lekarz mógł podejmować akcję ratowniczą i monitorować stan chorego.
- dźwigowej (SM-2D) – wariant wyposażony w hydrauliczny dźwig z wyciągarką o nośności 120 kg i prędkości podnoszenia 0,6 m/s, umiejscowiony w kabinie po prawej stronie obok drzwi. Ta wersja wykorzystywana była w do celów ratowniczych nad lądem oraz wodą.

## Użytkownicy
Użytkownikiem większości wyprodukowanych SM-2 było ludowe Wojsko Polskie, do którego trafiło 80 maszyn. Pięć seryjnych śmigłowców wyeksportowano, a jeden pozostał w wytwórni.
Własnością WSK Świdnik pozostał drugi prototyp, wystawiony w 1961 roku w barwach cywilnych na Międzynarodowych Targach Poznańskich, ale nie wpisany do rejestru cywilnych statków powietrznych. Drugim śmigłowcem zakładów pozostał S202016, o znakach SP-SAP, na którym prowadzono próby łopat laminatowych i używano w zawodach śmigłowcowych. W 1975 roku został przekazany do Muzeum Lotnictwa i Astronautyki w Krakowie, a skreślony z rejestru w 1977 roku. Trzeci śmigłowiec WSK Świdnik o znakach SP-SFA został przekazany w 1971 roku z wojska (nr S203018) i służył do lotów dyspozycyjnych.
W Centralnym Zespole Lotnictwa Sanitarnego przejściowo był użytkowany między 1961 a 1964 rokiem drugi prototyp śmigłowca, mimo braku rejestracji cywilnej. Od 1966 roku były użytkowane tam dwa SM-2 przekazane z wojska, o znakach SP-SXY i SP-SXZ (otrzymane w zamian za SM-1). Pierwszy został skasowany po awaryjnym lądowaniu i uszkodzeniu 1 lutego 1973 roku, a drugi wykreślono z rejestru w 1975 roku. Ponadto jeden przekazany z wojska śmigłowiec (S202022) używany był przez Instytut Łączności ze znakami SP-SCA od 1974 roku do skasowania 31 stycznia 1976 roku.
Cztery SM-2 zostały zakupione w latach 1962–1963 przez Rumunię (wraz z dwoma USM-1). Nosiły numery boczne: 16, 17, 29 i 30, będące końcówkami numerów seryjnych. Używane były w 94 Pułku Śmigłowców do 1975 roku. Tylko jeden śmigłowiec wyeksportowano do Czechosłowacji (nr ser. S203009), gdzie w latach 1963–1970 był używany przez lotniczy oddział Ministerstwa Spraw Wewnętrznych (LO MV) z rejestracją OK-BYK (zastępując SM-1 z takimi znakami). W 1970 roku trafił do cywilnego przedsiębiorstwa SLOV-AIR i używany był tam jako dyspozycyjny i do pomiaru sygnału dla telewizji. Po wycofaniu z eksploatacji, w 1975 roku trafił do muzeum lotnictwa w Kbely. Promocja śmigłowca na innych rynkach, w tym ZSRR, nie przyniosła rezultatów.

### SM-2 w ludowym Wojsku Polskim
Drugi prototyp SM-2 od początku latał z szachownicami wojskowymi, podobnie czwarty egzemplarz i w takim stanie były zaprezentowane po raz pierwszy publicznie we wrześniu 1960 roku na świecie lotnictwa w Łodzi. Dopiero jednak 9 marca 1961 roku pierwsze dwa śmigłowce trafiły do ludowego Wojska Polskiego. Jednostką, która jako pierwsza otrzymała te śmigłowce był 36 Specjalny Pułk Lotnictwa. Kolejne 32 śmigłowce zostały przekazane w 1962 roku. Z wytwórni dla wojska dostarczono 80 SM-2.
Pod koniec 1961 roku postanowiono utworzyć cztery klucze liczące po trzy śmigłowce SM-2 dla brygad rakiet operacyjno-taktycznych R-170. 1. Klucz Śmigłowców miał podlegać 32. Brygadzie Artylerii w Orzyszu, 2. Klucz – 18. Brygadzie Artylerii w Bolesławcu, 3. Klucz – 20. Brygadzie Artylerii w Choszcznie, a 4. Klucz – 36 Brygadzie Artylerii w Biedrusku.
Śmigłowce SM-2 używane były także w Wojskach Obrony Powietrznej Kraju, Oficerskiej Szkole Lotniczej Wojska Polskiego, WSW, KBW, WOP, a także w Marynarce Wojennej. Śmigłowce eskadry KBW w 1965 roku przeszły w podporządkowanie Ministerstwa Spraw Wewnętrznych; do zadań reprezentacyjnych malowano na nich litery: MO.
Właśnie w Marynarce Wojennej szeroko wykorzystywane były m.in. warianty dźwigowe (SM-2D). Jednostkami MW, na wyposażeniu których znalazły się SM-2 były 18 elm MW w Gdyni-Babich Dołach i 28 erm MW w Darłowie.
W latach 70. XX wieku rozpoczęto w ludowym Wojsku Polskim zastępowanie SM-2 nowszym śmigłowcem Mi-2. Ostatni śmigłowiec (S204010) został zdjęty z ewidencji wojskowej w lutym 1981 roku, w sierpniu był zademonstrowany na wystawie podczas IV Śmigłowcowych Mistrzostw Świata w Piotrkowie Trybunalskim, a ostatni lot z pilotem fabrycznym wykonał 28 marca 1983 roku.

## Wypadki z udziałem SM-2
Lista wypadków z udziałem śmigłowca SM-2:
| Data              | Miejsce                               | Opis wypadku/okoliczności | Poszkodowani | Dane śmigłowca                                                      | Przypis      |
| ----------------- | ------------------------------------- | --- | --- | ------------------------------------------------------------------- | ------------ |
| 21 grudnia 1962   | Polska, rejon miejscowości Skała      | Podczas lotu nagle pogorszyły się warunki atmosferyczne. Pojawiła się duża mgła, śmigłowiec zaczepił o drzewo i zderzył się z ziemią              | zginął pilot (por. pil. Piotr Wołosewicz) i dwóch pasażerów (mjr pil. Tadeusz Milczarek i kpt. nawig. Dionizy Łączyński) | brak informacji                                                     | [ 6 ]        |
| 8 marca 1963      | Polska, lotnisko Okęcie               | W czasie próby śmigłowca SM-2, z niewyjaśnionych przyczyn, zaraz po starcie maszyna runęła na ziemię                                              | zginął por. pil. Tadeusz Szajbel i żołnierz służby zasadniczej                                                           | SM-2 z 36 Specjalnego Pułku Lotnictwa                               | [ 6 ] [ 17 ] |
| 1 września 1967   | Polska                                | Śmigłowiec rozbił się o godzinie 18:42 na lądowisku Raków, po wyrzuceniu skoczków spadochronowych                                                 | zginął por. pil. Janusz Baran                                                                                            | SM-2 z 11 Eskadry Lotnictwa Łącznikowego                            | [ 6 ] [ 17 ] |
| lato 1967         | Polska, Zatoka Pucka                  | Śmigłowiec SM-2 pilotowany przez por. pil. Józefa Gomółkę przymusowo wodował w Zatoce Puckiej z powodu gwałtownej zmiany warunków atmosferycznych | brak informacji | SM-2 z 18 eskadry lotnictwa łącznikowego MW                         | [ 17 ]       |
| 12 listopada 1968 | Polska, rejon miejscowości Pokrzywica | Śmigłowiec rozbił się w miejscowości Pokrzywnica, podczas wykonywania lotu po trasie                                                              | zginął ppłk. pil. Michał Grudziński i kpt. lekarz medycyny lotniczej Henryk Henczka                                      | SM-2 z Samodzielnej Eskadry Lotnictwa Transportowo-Łącznikowego MSW | [ 6 ] [ 17 ] |

## SM-2 w muzeach

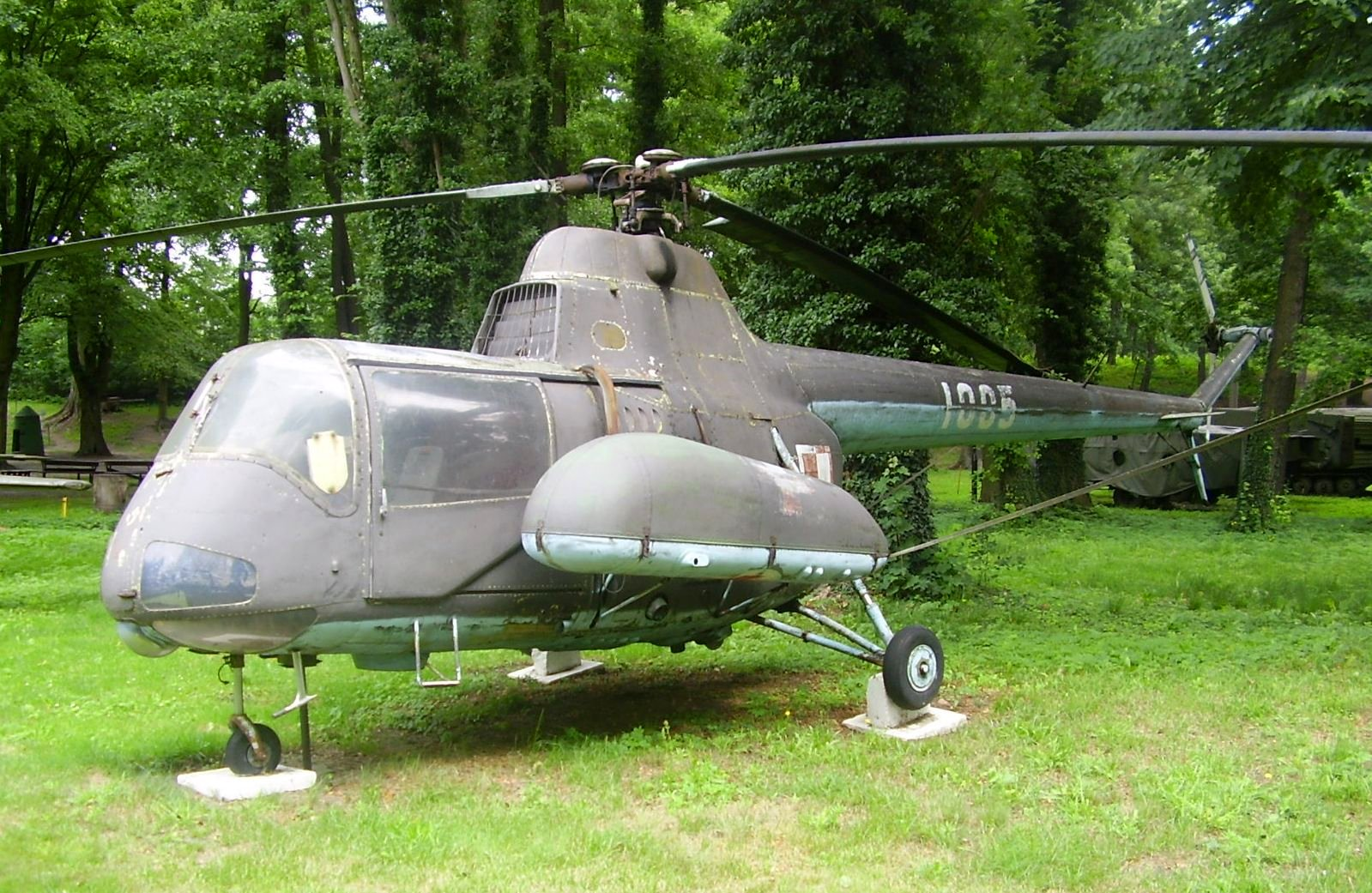
PZL SM-2 w Lubuskim Muzeum Wojskowym

Na ekspozycjach muzealnych w Polsce można oglądać kilka egzemplarzy śmigłowca SM-2:
- Muzeum Lotnictwa Polskiego w Krakowie, SM-2 nr fabr. S202016, rejestracja cywilna SP-SAP[20][21]
- Muzeum Oręża Polskiego w Kołobrzegu SM-2 (sanitarny), nr taktyczny 417 (wcześniej 3010), nr fabr. S203010[20][21]
- Lubuskie Muzeum Wojskowe w Drzonowie, SM-2 w wersji sanitarnej, nr fabr. S201005, nr boczny 1005[20][21]
- Muzeum im. Orła Białego w Skarżysku-Kamiennej. SM-2, nr boczny 3025, nr fabr. S203025. Śmigłowiec został przekazany przez Fundację „Polskie Orły”[22]
- Muzeum Sił Powietrznych w Dęblinie SM-2, nr boczny 405, na starszych zdjęciach nr boczny 4015[20]

Muzea zagraniczne
- Muzeum Lotnictwa Kbely (Letecke Muzeum HU ACR), Czechy, rejestracja cywilna OK-RUV (ex OK-BYK), nr fabryczny S203009[20]
- The Helicopter Museum, Weston-super-Mare, Somerset, Wielka Brytania, SM-2 nr boczny 05, nr fabr. S203006[20]